# 이준식 (1894년)
이준식(李畯植, 일본식 이름: 河原邦典 , 1894년 ~ ?)은 일제강점기의 지방행정 관료이다.

## 생애
한일 병합 조약 체결 직후 조선총독부는 효율적인 식민지배를 위해 총독부 산하에 임시토지조사국을 설치하여 대대적인 토지 소유권과 가격 조사 사업에 들어갔다. 이준식은 1912년 총독부 임시토지조사국에 임시직원으로 채용되면서 관계에 들어섰다. 같은 해 말에는 정식 기수로 임용되어 기술직 관리로 측량과와 측지과에서 근무했다.
토지 조사 사업이 완료된 후인 1919년에는 총독부 서기로 임용되었다. 충청북도 옥천군에서 근무를 시작하여, 1925년에 보은군, 1926년에 영동군으로 이동했다. 1930년에는 보은군 재무주임으로 승진하였다.
1934년 충주군 서무주임을 거쳐 1936년 음성군 군수로 발탁되어 총독부 군수가 되었다. 음성군수로 재직하던 1940년을 기준으로 정7위 훈6등에 서위되어 있었다. 충주군 서무주임이던 1935년에는 총독부가 시정 25주년을 기념하여 표창한 표창자 명단에 포함되기도 했다.

## 사후
2008년 발표된 조선독립기념연구소의 독립운동가사전 명단 중 애국운동가 부문에 포함되었다.
조선독립기념연구소가 2005년에 수록예정자 1차 명단을 발표하자, 이준식의 손자가 할아버지의 이름이 명단에 실린 것을 확인하고, 자신의 작은할아버지(이동주)가 매국노인 것을 중앙일보 사회부기자 이승윤에게 편지로 발송하여 이동주는 친일명추적사업에 1급 전범으로 수록되었다. 손자는 작은할아버지가 식량 공출과 노무자 징용 등을 맡아 하는 일선 행정기관의 실질적 책임자였음을 인정하고, “친일 후손이나 당사자들이 이제라도 과오를 인정하는 것이 진정으로 명예를 회복하는 것”이라는 견해를 밝혔다.

## 참고자료
- 이준식(李畯植) - 국사편찬위원회